# Kreditanstalt für Wiederaufbau
 (avril 2021).
La Kreditanstalt für Wiederaufbau (KfW ; en français : Établissement de crédit pour la reconstruction) est une institution de droit public allemande. Elle fait partie des quinze premières banques d'Allemagne. La KfW a été créée sur la base de la « KfW-Gesetz ». Le Ministère fédéral des Finances (BMF) dispose du droit de regard. Günther Bräunig remplit actuellement la fonction de président du directoire. 

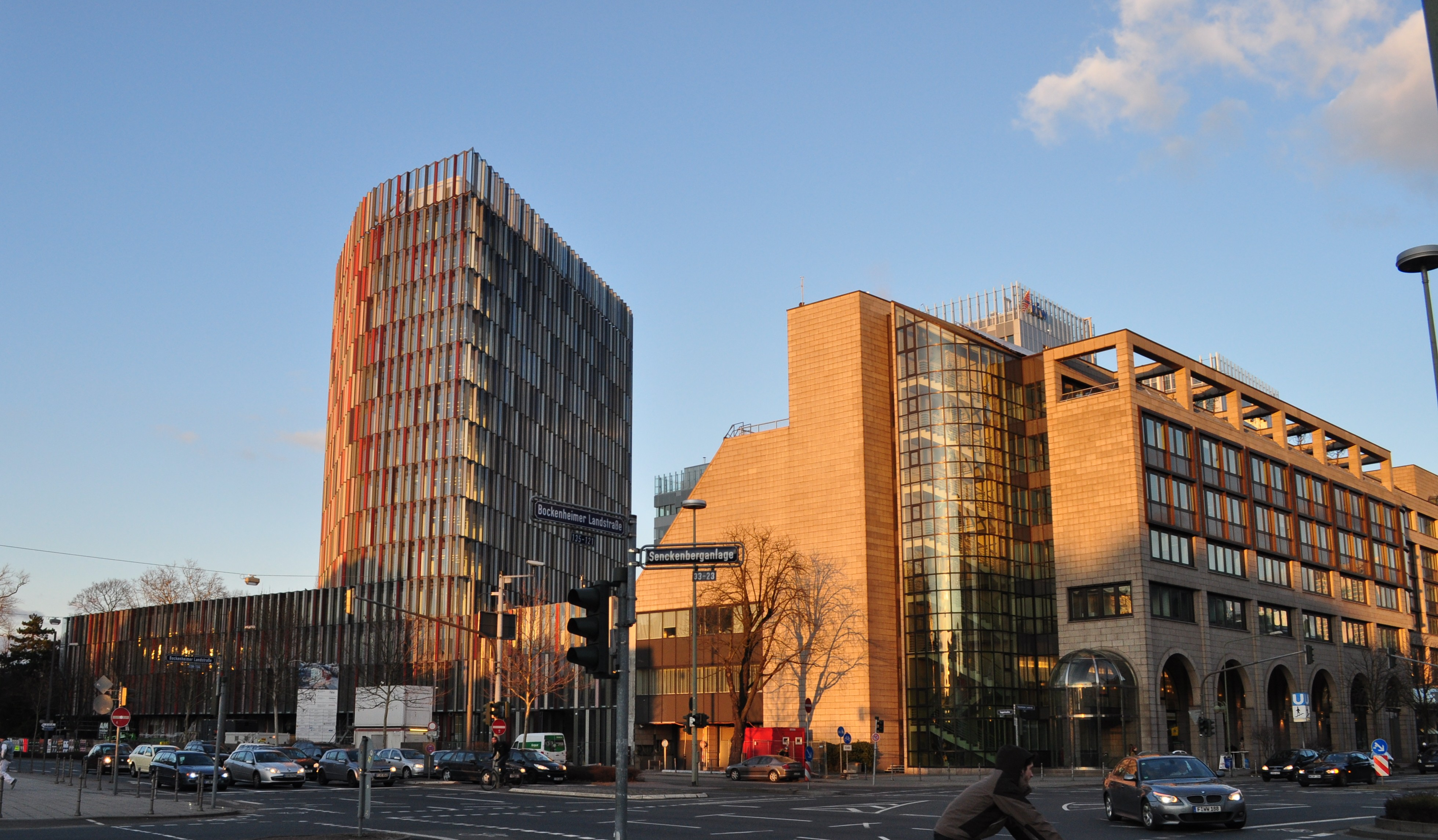
Le bâtiment de et l'arcade nord à Francfort

La KfW a pour vocation de mettre en œuvre les missions d'intérêt public telles que le soutien aux PME et à la création d'entreprises [pourquoi ?], la mise à disposition de crédits d'investissement aux petites et aux moyennes entreprises ainsi que le financement de projet de création d'infrastructures et de logements, le financement de techniques permettant d'économiser l'énergie et le financement d'infrastructure communales. [réf. nécessaire] La KfW est également active dans les domaines du prêt d'étude, de la production de films, du financement de projets et des exportations ainsi que dans le domaine de l'aide au développement. [réf. souhaitée]
La KfW possède de nombreuses filiales : la KfW Mittelstandsbank, la KfW Förderbank, la KfW IPEX Bank et la KfW Entwicklungsbank. [réf. nécessaire]
Cette institution gère les participations de l'État allemand dans la Deutsche Telekom AG ou la Deutsche Post AG par exemple.

## Histoire
La KfW a été créée à la suite de la Seconde Guerre mondiale le 16 décembre 1948 avec pour objectif de financer la reconstruction de l'économie allemande. Son capital de démarrage provenait alors essentiellement des fonds du Plan Marshall (en anglais « European Recovery Program » ou « ERP »). Le premier président du Conseil d´Administration était Otto Schniewind. Hermann Josef Abs était son représentant.
Aujourd'hui, le capital de la « KfW Bankengruppe » est détenu à 80 % par République fédérale d'Allemagne et à 20 % par les Länder . La République fédérale couvre toutes les obligations et les crédits de la KfW. Cette garantie est inscrite dans le paragraphe 1a de la loi sur la KfW. La KfW a obtenu la meilleure note de solvabilité (AAA) auprès d'agences de notation internationales. En 1980, le total du bilan de la KfW s'élevait à environ 28 milliards d'euros. Au 31 décembre 2007, celui-ci s'élevait à 353 milliards d'euros (pour l'ensemble de l'entreprise), faisant de la KfW la neuvième plus grande banque d'Allemagne cette année.    
La KfW est notamment responsable de la mise en œuvre de programmes de soutien en Allemagne. Depuis la réunification allemande, la KfW suscite de nouveau davantage l'intérêt de l'opinion publique du fait de son rôle dans la reconstruction de l'économie est-allemande. Les programmes de titrisation (PROMISE et PROVIDE)[Quoi ?] mis en place en 2000 font également partie du programme de soutien de l'économie nationale. [réf. souhaitée] [pourquoi ?] Afin d'alléger leur bilan, les actifs issus des portefeuilles de crédits des PME (PROMISE) ou des emprunts privés pour la construction de logements (PROVIDE) peuvent être transférés sur le marché des capitaux à travers l'institution de crédit. 
La KfW est également responsable de la mise en œuvre de la coopération financière (« finanzielle Zusammenarbeit », « FZ ») de l'Allemagne avec les pays en développement. En termes de volume, elle est l'institution allemande la plus importante de l'aide au développement (« Entwicklungszusammenarbeit »). En 2005, 1 233 millions d'euros ont été attribués à la coopération financière par le biais du Ministère fédéral de la Coopération économique (Bundesministerium für wirtschaftliche Zusammenarbeit und Entwicklung).
Le principal site d'implantation de la KfW se situe à Francfort-sur-le-Main. Près de 3 300 personnes y travaillent. La KfW a également des filiales à Berlin (filiale créée du fait de la reprise d'une partie de l'ancienne banque de la RDA) et à Bonn (créée à la suite de la fusion avec la Deutsche Ausgleichsbank (DTA). [réf. souhaitée] En 2007, près de 3 500 personnes travaillent pour la KfW-Bankengruppe. Les organes de la KfW sont le Directoire, le Conseil d’Administration et le Conseil PME pour la Mittelstandsbank (banque des PME). [réf. souhaitée]
Lors de la crise financière de septembre 2008, consécutive à la crise des subprimes, la KfW a été mise en cause par la presse allemande pour avoir effectué un  virement de 317 millions d'euros à Lehman Brothers le 15 septembre 2008, jour de l'annonce de la faillite de la banque américaine, alors que celle-ci[Qui ?] était connue depuis le week-end par tous les milieux financiers. La KfW a d'abord évoqué une erreur technique puis « une erreur d'estimation ».
En 2009, deux ans après que la banque a enregistré d'importantes pertes du fait de sa participation à l'IKB Deutsche Industriebank, les bénéfices ont atteint 1,1 milliard d'euros.

## Activités

### Aide aux PME et à la création d'entreprise
Par le biais de la KfW Mittelstandsbank (banque des PME), la KfW aide les PME allemandes et favorise la création d'entreprises grâce à des crédits promotionnels ainsi que d'autre financements particuliers et innovants. La KfW Mittelstandsbank a été créée par la fusion de la DtA (Deutsche Ausgleichsbank) et de la KfW en juillet 2003.

### Prêts globaux
Pour faciliter les financements locaux à l’étranger, la KfW accorde à ses partenaires financiers européens des prêts globaux visant à permettre la mise à disposition de crédits d’investissement à moyen et à long terme destinés aux PME ainsi qu'à financer les projets d’infrastructure et de construction de logements.

### Construction, logements, économies d'énergie
La KfW Förderbank (banque de promotion) propose aux secteurs de l'immobilier, du logement et de l'économie d'énergie une vaste palette de programmes visant à financer les investissements dans les logements. Ces aides visent à favoriser l'accès à la propriété, la rénovation énergétique des bâtiments, la modernisation de l'habitat et la mise en place de constructions économes en énergie ainsi que de panneaux photovoltaïques. Dans le cadre de l'initiative promotionnelle « Wohnen, Umwelt, Wachstum » (habitat, environnement, croissance), le gouvernement fédéral met chaque année depuis 2006 un milliard d'euros à disposition afin de rendre attractif le programme visant à réduire les émissions de CO2 et d'atteindre les engagements nationaux du Protocole de Kyōto pour la protection du climat. Le volume annuel de promotion s'élève à 17 milliards d'euros. Les critères d'octroi de crédit définis par la KfW (« KfW-40 » et « KfW-60 ») sont des standards énergétiques reconnus.

### Financement d'infrastructures communales
La KfW Förderbank aide les villes et les communes en finançant des infrastructures (construction d'une salle de sport, assainissement des égouts, développement des transports publics urbains).

### Éducation
La KfW finance la formation et la formation continue d'élèves, étudiants et professionnels.

### Financement des exportations et des projets
La KfW IPEX Bank finance les acheteurs, en particulier ceux des exportateurs allemands. Elle finance également à travers le monde des projets d'investissement dans lesquels des intérêts allemands ou européens sont en jeu. Les activités de la KfW IPEX Bank se trouvant en concurrence directe avec les autres banques commerciales, son domaine d'activité a été attribué à une institution légalement indépendante, conformément à l'accord passé avec la Commission européenne. Contrairement à la KfW, celle-ci n'est pas exonérée d'impôts et est soumise à la surveillance bancaire. Elle se refinance également aux conditions du marché.

### Aide au développement
La KfW Entwicklungsbank aide les pays en voie de développement et les pays en transition comme dans le cadre de l'initiative pour la protection du climat et de l'environnement (« Initiative für Klima und Umweltschutz »). La KfW Entwicklungsbank est responsable de la coopération financière avec les institutions étatiques tandis que la Deutsche Investitions- und Entwicklungsgesellschaft (DEG) se concentre sur le développement de structures économiques privées.

### Missions d'intérêts publics
La KfW agit en tant que conseiller de la république fédérale lors de la privatisation d'entreprises publiques telles que, par exemple, la Deutsche Telekom AG ou la Deutsche Post. À cela viennent s'ajouter d'autres missions d'intérêts publics dont la gestion de contrats pour le compte de la BvS (Bundesanstalt für vereinigungsbedingte Sonderaufgaben - établissement fédéral pour les opérations spéciales limitées à la réunification) et l'EdW (Entschädigungseinrichtung der Wertpapierhandelsunternehmen - organisme d’indemnisation pour les sociétés de commerce des valeurs).